# Collège des Jésuites (Loutsk)
Le collège des Jésuites est un ancien établissement d'enseignement catholique fondé à Loutsk (Ukraine) par les Jésuites en 1604, qui le dirigèrent jusqu'à la suppression de la Compagnie de Jésus. L'église attenante (construite en 1616) est devenue la cathédrale du diocèse de Loutsk en 1787. Les bâtiments sont utilisés comme établissement d'enseignement et siège de l'évêché.

## Histoire
Fondé en 1616 pour la Compagnie de Jésus. L'évêque Marcin Szyszkowski fondait le collège jésuite en 1604 et c'est l'évêque Pavel Voloutsky qui posait la pierre de fondation du bâtiment actuel en 1616. Le bâtiment a brûlé en 1724 pour être rebâti en 1730.

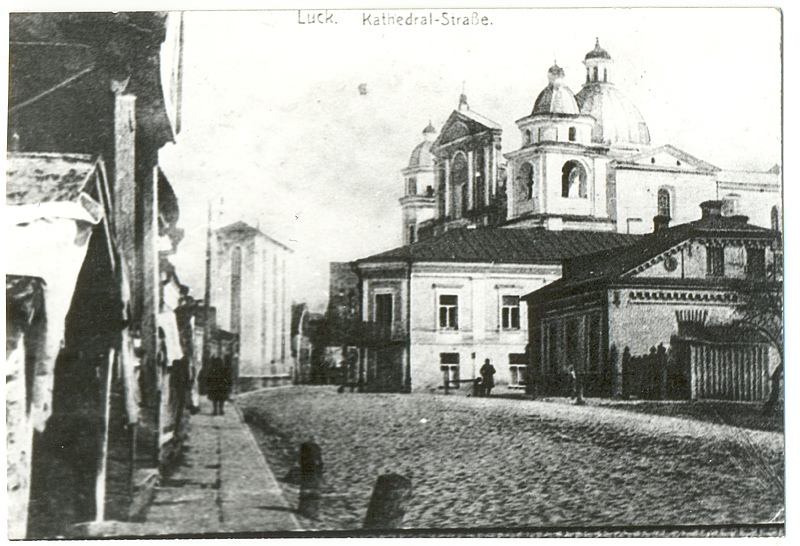
En 1915 ou 16.
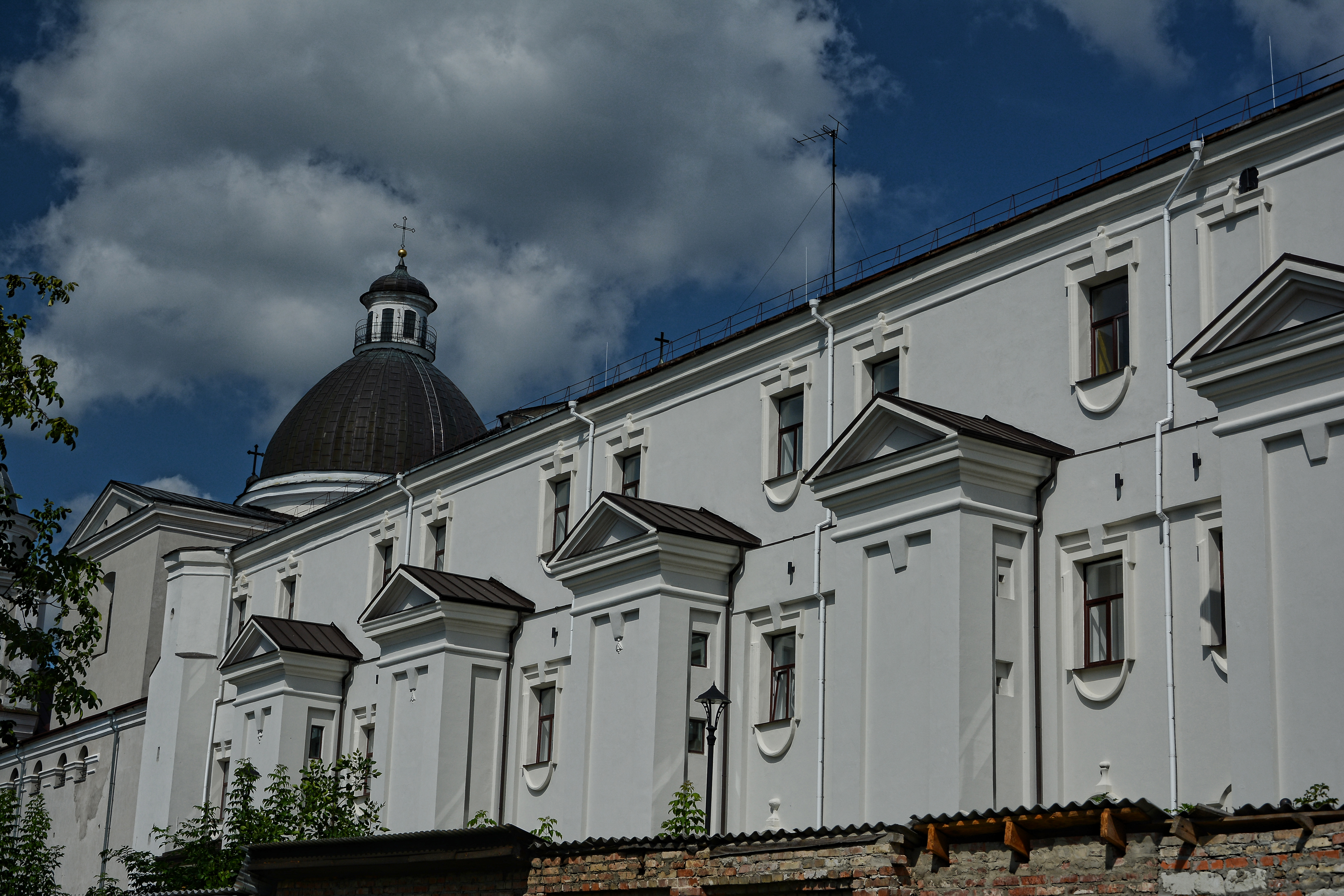
Les cellules, classées au Registre national des monuments d'Ukraine[2].
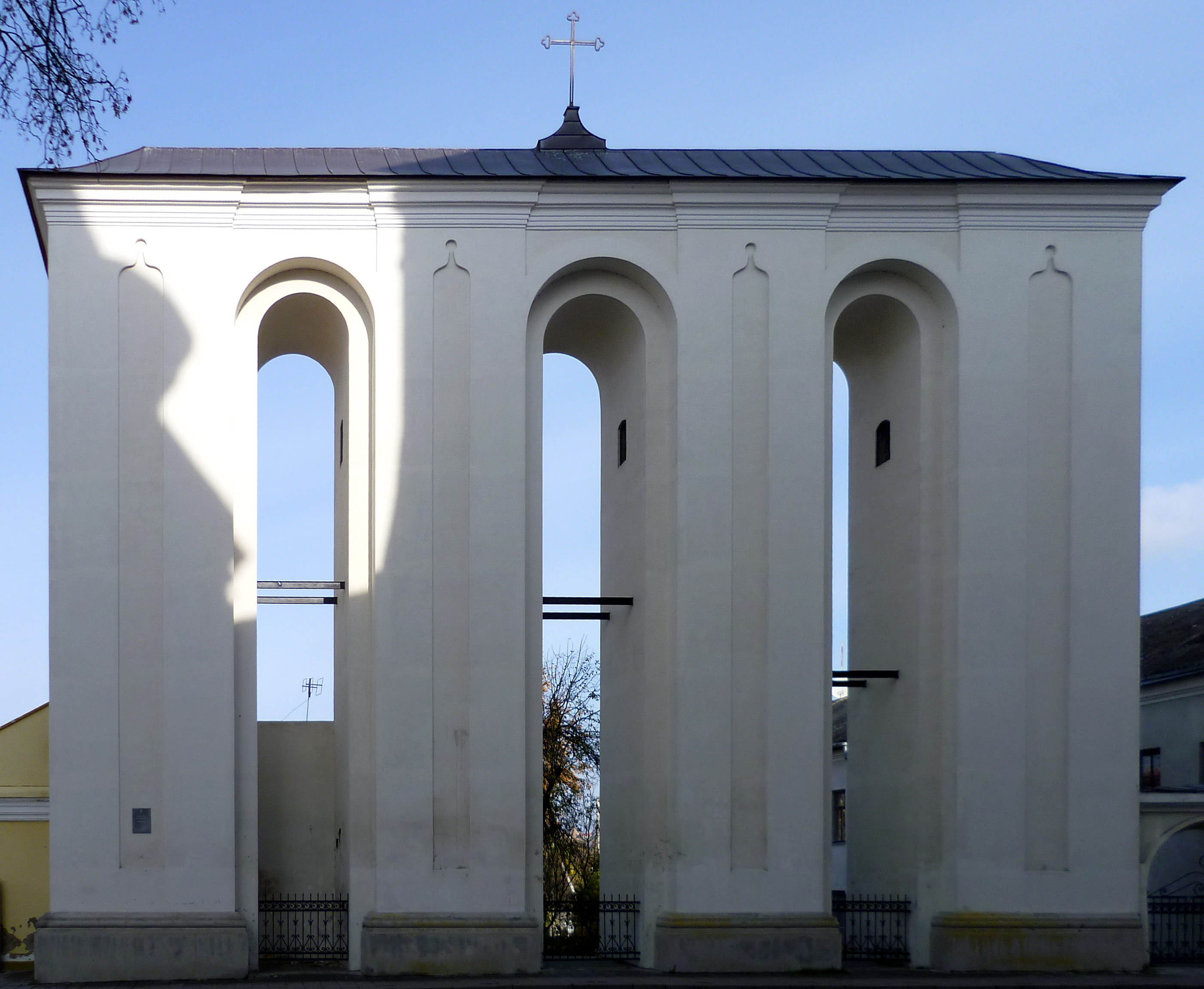
Les cloches, classées[3].

## L'église cathédrale
Il existait une église cathédrale dans l'ancien diocèse de Loutsk. Cette cathédrale de la Trinité fut détruite dans un incendie en 1781 et le siège épiscopal du diocèse fut transféré en l'église des Saints-Pierre-et-Paul du collège des Jésuites fermé depuis peu.  

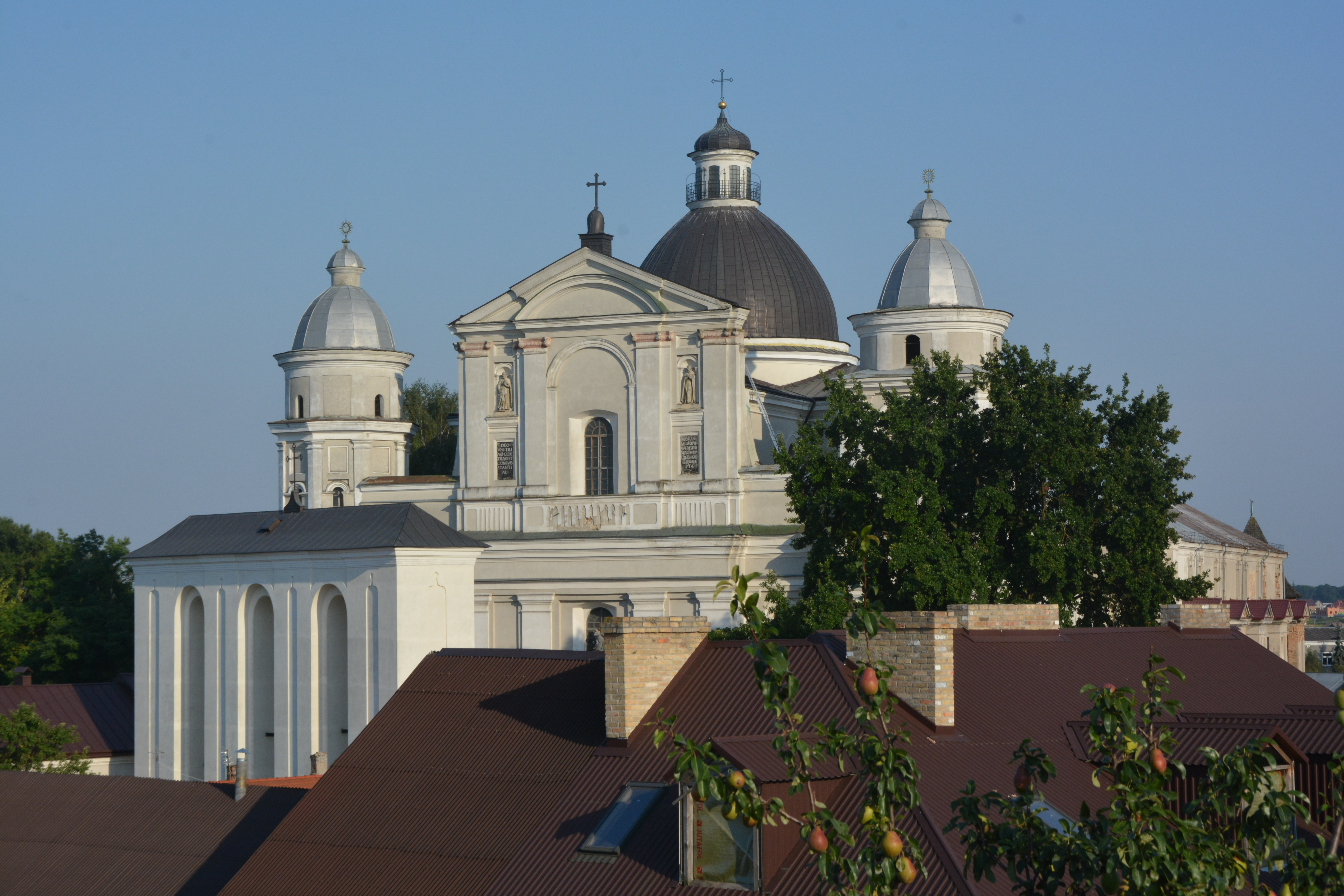
L'ensemble de la cathédrale.
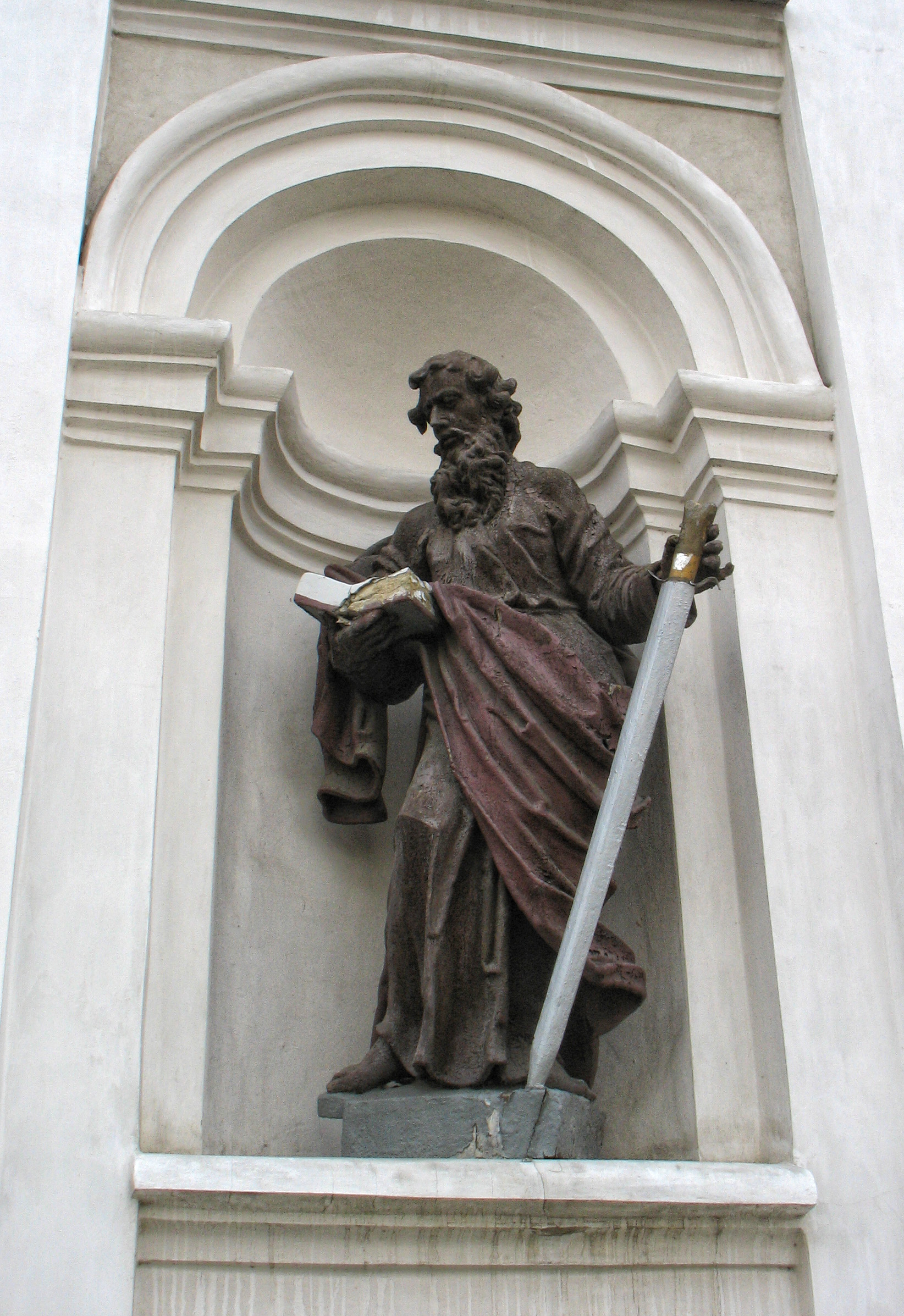
Statue de saint Paul (en façade).
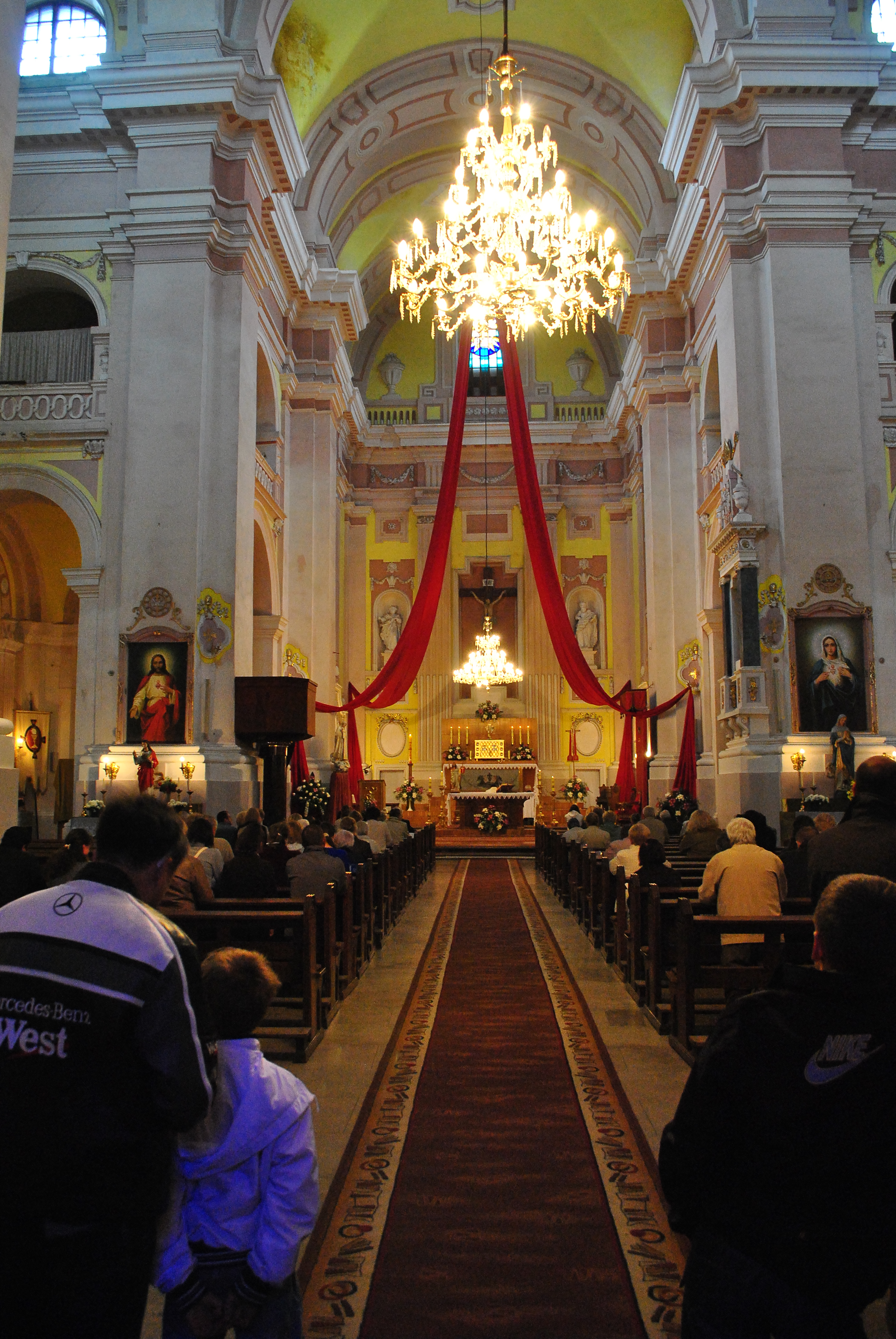
La nef.
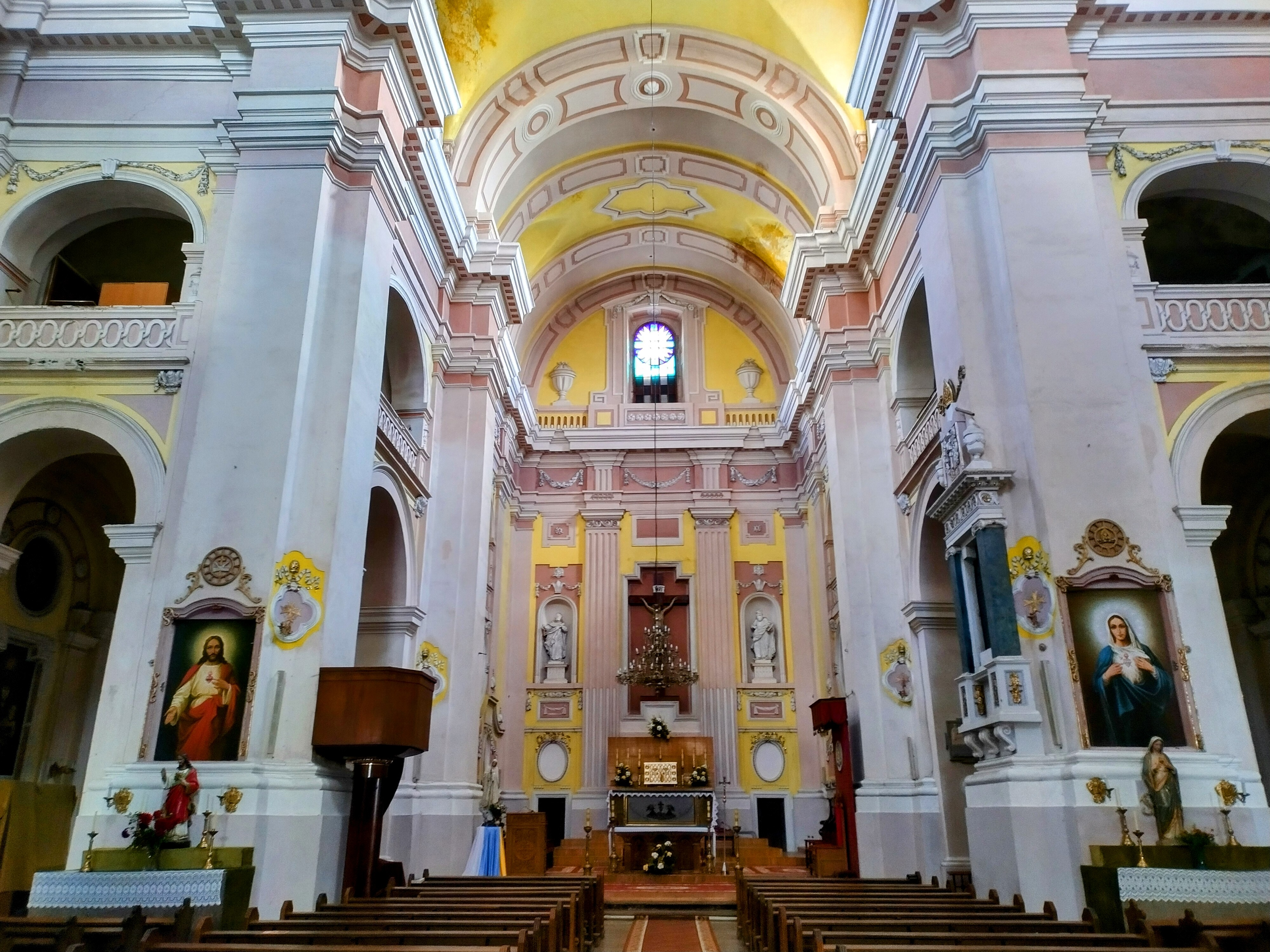
Le chœur.
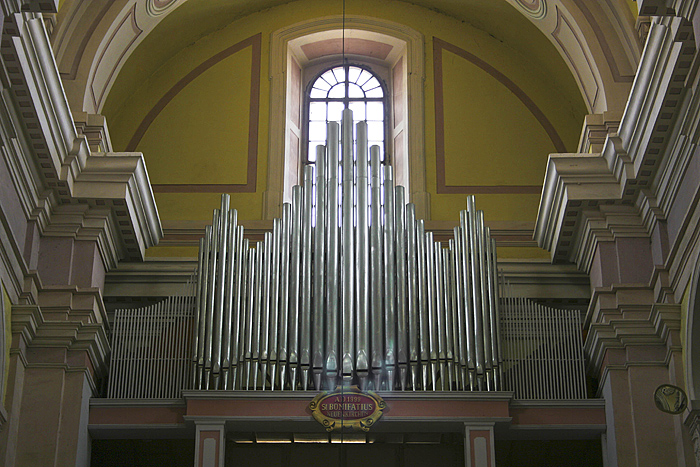
L'orgue.
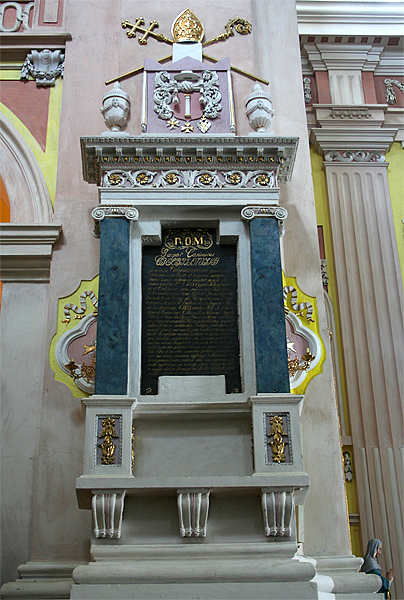
Épitaphe de Kacper Kazimierz Cieciszowski (en)